# Фос до Игуасу
Фос до Игуасу (порт. Foz do Iguaçu, шп. Foz de Iguazú) град је у Бразилу у савезној држави Парана. Према процени из 2007. у граду је живело 311.336 становника. Име града је комбинација индијанске речи игуасу (велика вода) и португалске речи фос (ушће). 
Фос до Игуасу се налази на ушћу реке Игуасу у реку Парана у области тромеђе са Парагвајем и Аргентином. „Мостом пријатељства“ (Puente de la Amistad/Ponte da Amizade) Фос је повезан са градом Сијудад дел Есте у Парагвају. На аргентинској страни реке Игуасу налази се град Пуерто Игуасу, до кога води „мост Танкредо Невес“. 
Фос до Игуасу је млад град основан 10. јуна 1914. Становништво већим делом чине имигранти из свих делова света, међу којима су најбројније заједнице Кинеза (25.000) и Арапа (20.000). У граду постоји највећи будистички храм у Бразилу и највећа џамија у свету изван Блиског истока. 
Око 25 километара узводно од ушћа реке Игуасу налазе се водопади Игуасу. Због њихове близине, Фос до Игуасу је омиљена база туриста који посећују водопаде. Изградњом бране и хидроцентрале Итаипу на реци Парана, становништво града се увећало на више од 300.000. 
Становништво града ради у туризму (око 100 хотела и гостионица), у хидроцентрали Итаипу, а многи раде у Парагвају. Град има међународни аеродром (ознака IGU) кроз који је 2003. прошло 600.000 путника.

## Становништво
Према процени из 2007. у граду је живело 311.336 становника.
| 1991.   | 2000.   |
| ------- | ------- |
| 190,123 | 258,543 |